# Porte de l'Eau
À ne pas confondre avec la porte de l'Eau à Berlin en Allemagne.
La porte de l'Eau ou  porte de l'Aigue est une porte de ville située à Lagrasse, en France.

## Localisation
La porte de ville est située sur la commune de Lagrasse, dans le département français de l'Aude.

## Historique
L'édifice est inscrit au titre des monuments historiques en 1948.